# جایزه تورنتون وایلدر
جایزه تورنتون وایلدر برای ترجمه، که در سال ۲۰۰۹ تأسیس شد، توسط آکادمی هنر و ادبیات آمریکا به یک متخصص، محقق یا حامی که سهم قابل توجهی در هنر ترجمه ادبی داشته باشد، اعطا می شود. این جایزه توسط تاپان وایلدر و کاترین وایلدر گیلس، برادرزاده و خواهرزاده تورنتون وایلدر (۱۸۹۷-۱۹۷۵) تأسیس شد و برای اولین بار در سال ۲۰۰۹ ارائه شد.

## منبع
https://en.wikipedia.org/wiki/Thornton_Wilder_Prize